# ヴィオラ・ディ・グラード

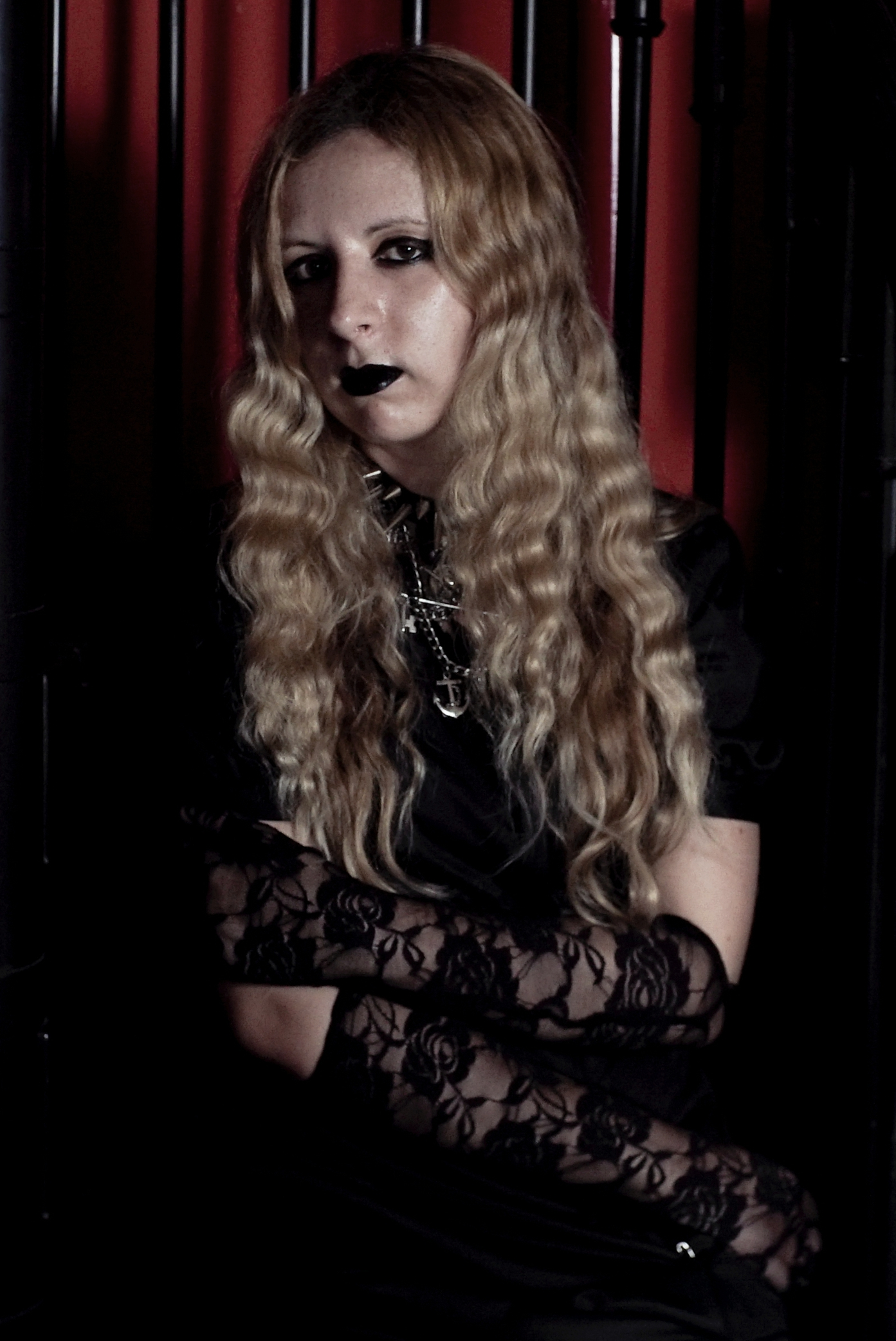
ヴィオラ・ディ・グラード

ヴィオラ・ディ・グラード（Viola Di Grado、1987年7月4日 - ）は、イタリアの作家。シチリア州カターニア出身。

## 人物・作品
母親は作家のエルヴィーラ・セミナーラ。トリノ大学で日本語、中国語を学んだのち、ロンドン大学で東アジア哲学を専攻する。現在はロンドンに在住。
2011年、22歳で発表したデビュー作『アクリル七〇％、ウール三〇％』が、《カンピエッロ賞》新人賞、《ラパッロ＝カリージェ賞》新人賞を受賞、《ストレーガ賞》の最終候補にもなり、一躍注目を浴びる。次いで発表した、自殺した青年の死後の世界を描いた小説『くぼんだ心臓』（2013年）が高く評価され、英語などにも翻訳される。近未来の日本を舞台にした『鉄の子供たち』（2016年）、放射能汚染で立ち入り禁止となったシベリアの村での恋愛模様を描く『空の炎』（2016年）など、次々に話題作を発表している。
短編「回復」は、アンソロジー「どこか、安心できる場所で　新しいイタリアの文学」（国書刊行会, 2019年10月刊）　に所収されている。